# Ronald Cecil Gates
Ronald Cecil Gates (8 janvier 1923 - 26 avril 2018) est un professeur d'économie émérite australien et écrivain espérantiste. 
Né à Melbourne, il a grandi en Tasmanie. Membre de plusieurs commissions d'État en Australie, il a appris l'espéranto en 1986, a été président de l'Association australienne d'espéranto de 1988 à 2001. À partir de 1991 il a écrit plusieurs romans et nouvelles policières en espéranto. 